# Congres (bijeenkomst)

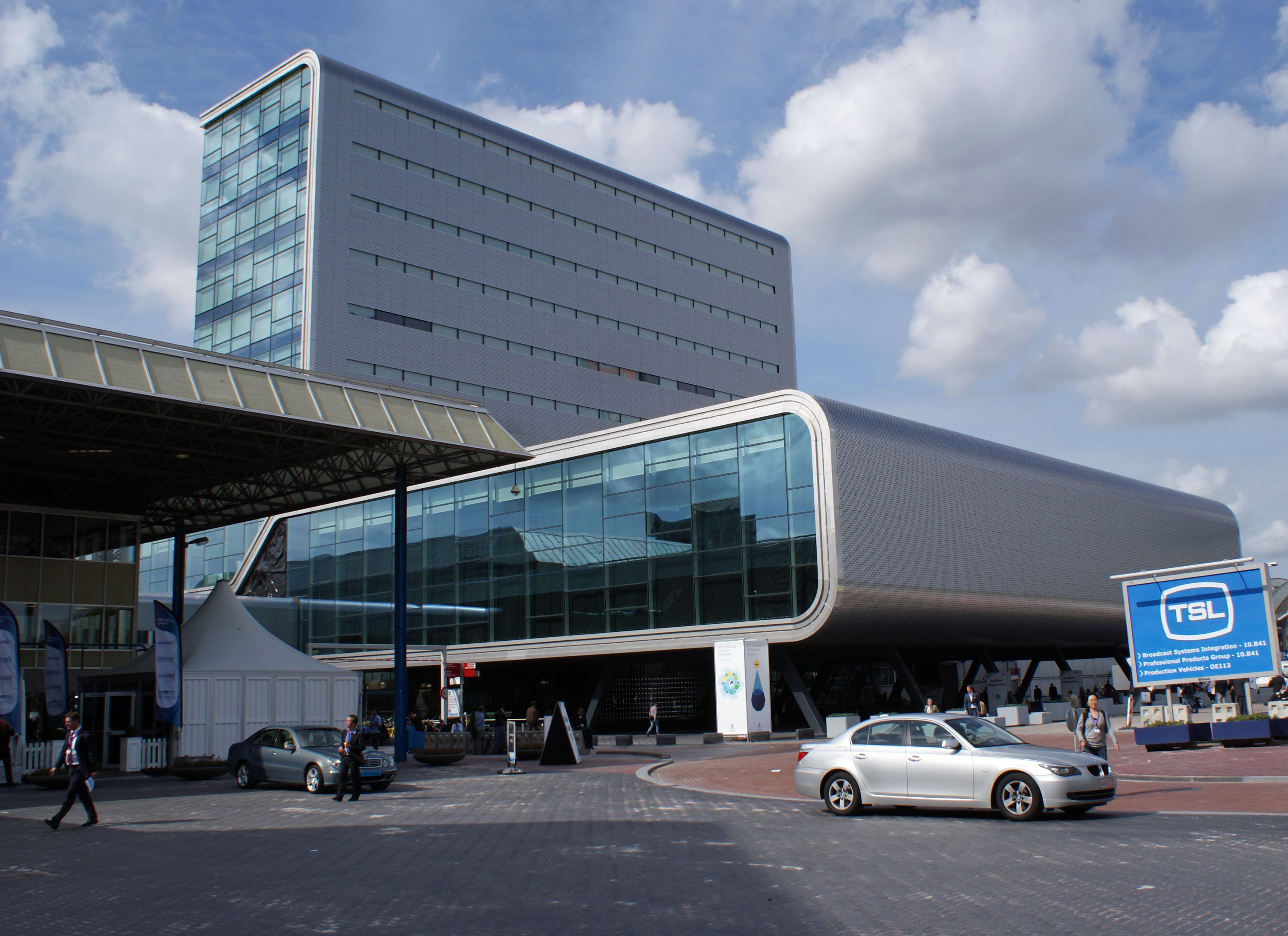
Het RAI Elicium in Amsterdam.

Een congres is een grootschalige en vaak meerdaagse bijeenkomst rond een bepaald thema, waar bijvoorbeeld wetenschappers of leden van een bepaalde organisatie aan deelnemen. Voor wetenschappelijke congressen of congressen in het bedrijfsleven is ook de term symposium of conferentie gebruikelijk. Tijdens een congres worden gedachten over het thema gevormd en ideeën uitgewisseld. Een congres wordt vaak ingeleid door een dagvoorzitter of een spreker die wat vertelt of die als gespreksleider fungeert.

## Wetenschappelijke congressen
Een wetenschappelijk congres (of conferentie) is een bijeenkomst van wetenschappelijk onderzoekers voor de presentatie van hun werk, verdere beeldvorming op een bepaald onderwerp en verdere uitwisseling van ideeën.
Voorbeelden van congressen rond een wetenschappelijk thema zijn:
- Colloquium Vervoersplanologisch Speurwerk
- Internationaal Wiskundecongres
- Medisch Interfacultair Congres

## Sportcongressen
Voorbeelden van congressen rond sportthema's zijn:
- Olympisch Congres
- Europees Go Congres
- Hastings International Chess Congress

## Congressen van religieuze bewegingen
Voorbeelden van congressen rond geloofsthema's zijn:
- Districtscongres en Internationaal Congres, congressen gehouden door Jehova's getuigen
- Internationaal Eucharistisch Congres, congres gehouden door katholieke organisaties
- Nationaal Islam Congres
- Congres (Jehova's getuigen)

## Andere congressen
- Congrès Internationaux d'Architecture Moderne
- Esperanto-Wereldcongres
- Internacia Infana Kongreseto
- Mobile World Congress
- 4- jaarlijks FNV Vakbondscongres